# Ilhas Samoa

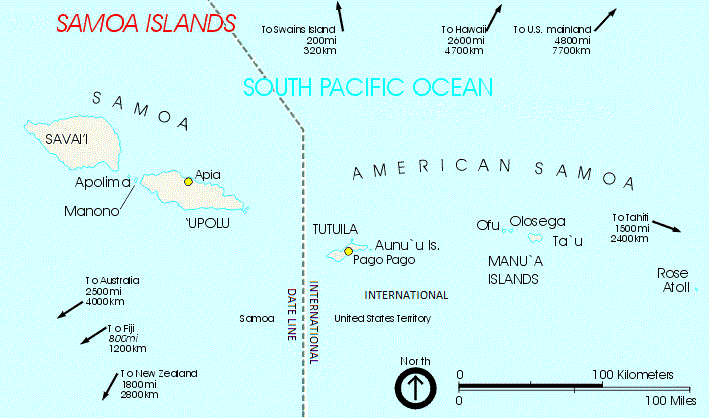
Arquipélago de Samoa

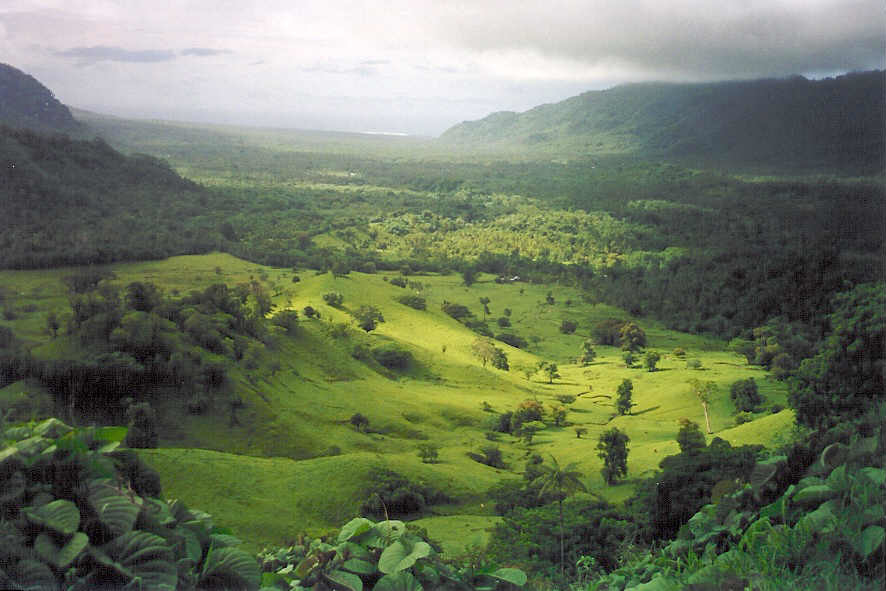
Upolu, na Samoa independente

As ilhas Samoa ou arquipélago de Samoa (anteriormente Ilhas Navegadores) formam um grupo de ilhas localizadas no centro-sul do Oceano Pacífico. Pertencem à região da Polinésia. Politicamente o arquipélago compreende duas entidades:
- Samoa, um estado chamado também Samoa Ocidental ou Samoa Independente
- Samoa Americana, um território dos Estados Unidos da América, também chamado Samoa Oriental

O arquipélago inclui 13 ilhas entre os 13° e 14° de latitude sul e 169° e 173° de longitude oeste, com cerca de 480 km de extensão leste-oeste. Fica a cerca de 800 km de Fiji, 530 km de Tonga, 2900 da Nova Zelândia e 4000 km do Havai As maiores ilhas são de origem vulcânica, montanhosas e cobertas de floresta tropical úmida. Algumas das menores são atóis de coral. Há algumas ilhas habitadas. O ponto mais alto é o monte Silisili, na ilha de Savai'i, um dos pontos mais altos da Polinésia, com 1858 m.